# Посёлок спортлагеря «Электрон»
Посёлок спортла́геря «Электро́н» — населённый пункт в Туаспинском районе Краснодарского края России.
Входит в состав Новомихайловского городского поселения.

## География
Посёлок разделён на кварталы:
- 1-й квартал,
- квартал Огонёк,
- квартал Уют.

## История
Поселок спортивного лагеря «Электрон» (или посёлок Электрон) Новомихайловского сельского Совета учтён в списках населенных пунктов Туапсинского района решением Краснодарского крайисполкома от 15 ноября 1977 года.

## Население
| 2002 | 2010 |
| ---- | ---- |
| 8    | ↘6   |

По сведениям на 1 января 1987 года в поселке значилось 20 семей численностью 63 человека.

## Инфраструктура
Спортивные, оздоровительные лагеря

## Транспорт
Выход на автотрассу Е97. 